# Angola aux Jeux olympiques
L'Angola participe aux Jeux olympiques depuis 1980. 

## Bilan général
Après 2004, l'Angola n'a encore jamais remporté la moindre médaille en 7 participations aux Jeux olympiques (7 fois aux jeux d'été et 0 fois aux jeux d'hiver).
L'Angola n'a jamais été pays organisateur des Jeux olympiques.
Aucun athlète angolais n'était présent aux Jeux olympiques d'été de 1976 du fait de leur boycott.

### Par année
| Année | Médaille d'or, Jeux olympiques | Médaille d'argent, Jeux olympiques | Médaille de bronze, Jeux olympiques | Total | Rang | Athlètes |
| 1980  | 0                              | 0                                  | 0                                   | 0     |      | 11       |
| 1988  | 0                              | 0                                  | 0                                   | 0     |      | 24       |
| 1992  | 0                              | 0                                  | 0                                   | 0     |      | 28       |
| 1996  | 0                              | 0                                  | 0                                   | 0     |      | 28       |
| 2000  | 0                              | 0                                  | 0                                   | 0     |      | 30       |
| 2004  | 0                              | 0                                  | 0                                   | 0     |      | 30       |
| 2008  | 0                              | 0                                  | 0                                   | 0     |      | 32       |
| 2012  | 0                              | 0                                  | 0                                   | 0     |      | 34       |
| 2016  | 0                              | 0                                  | 0                                   | 0     |      | 25       |
| Total | 0                              | 0                                  | 0                                   | 0     |      | 242      |

## Porte-drapeau angolais
Liste des porte-drapeau angolais conduisant la délégation angolaise lors des cérémonies d'ouverture des Jeux olympiques d'été :
| Jeux                | Porte-drapeau                    | Sport          |
| ------------------- | -------------------------------- | -------------- |
| Moscou 1980         | Fernando Lopes                   | Natation       |
| Séoul 1988          | João N'Tyamba                    | Athlétisme     |
| Barcelone 1992      | Jean-Jacques Conceição           | Basketball     |
| Atlanta 1996        | Palmira Barbosa                  | Handball       |
| Sydney 2000         | Nádia Cruz                       | Natation       |
| Athènes 2004        | Ângelo Victoriano                | Basketball     |
| Pékin 2008          | João N'Tyamba                    | Athlétisme     |
| Londres 2012        | Antónia Moreira                  | Judo           |
| Rio de Janeiro 2016 | Luísa Kiala                      | Handball       |
| Tokyo 2020          | Natália Bernardo Matias Montinho | Handball Voile |